# Accord (Nova Iorque)
Accord é uma Região censo-designada localizada no estado americano de Nova Iorque, no Condado de Ulster.

## Demografia
Segundo o censo americano de 2000, a sua população era de 622 habitantes.

## Geografia
De acordo com o United States Census Bureau tem uma área de 8,9 km², dos quais 8,8 km² cobertos por terra e 0,1 km² cobertos por água.

## Localidades na vizinhança
O diagrama seguinte representa as localidades num raio de 16 km ao redor de Accord.